# Commodore Plus/4

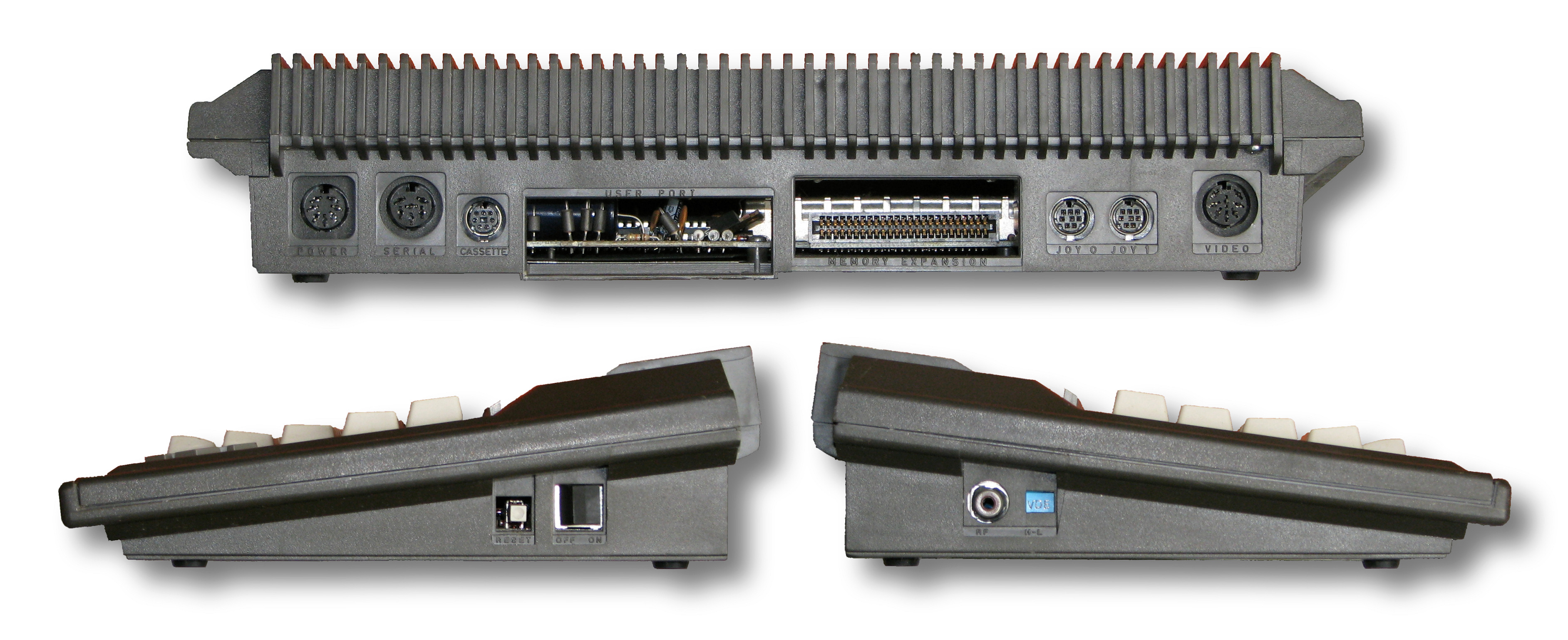
Commodore Plus/4 I/O-poorten

De Commodore Plus/4 was een homecomputer die door Commodore in 1984 op de markt gebracht werd. De "Plus/4" verwijst naar de vier kantoortoepassingen in de ROM: een tekstverwerker, een rekenblad, een databank en een tekenprogramma.
De Commodore Plus/4 behoorde samen met de goedkopere Commodore 16 en Commodore 116 tot de Commodore 264 serie. De computers deelden allemaal dezelfde basisarchitectuur en konden dezelfde software en randapparatuur gebruiken, maar de Plus/4 was meer gericht op het zakelijk deel van de personal computermarkt.
De Plus/4 was niet compatibel met de software van de populaire Commodore 64 maar kon wel sommige randapparatuur gebruiken.

## Specificaties
- Basic-versie: Commodore BASIC 3.5
- Processor: 7501/8501
- Snelheid: 0,89 of 1,77 MHz
- Co-processor: TED (video en geluid)
- RAM: 64 KB (waarvan 60 KB voor de gebruiker)
- ROM: 64 KB
- Text mode: 40 karakters x 25 lijnen
- Grafische modes: 320x200, 160x200
- Kleuren: 121
- Geluid: 2 kanalen, 4 octaven